# Danton Cole
Danton Cole (né le 10 janvier 1967 à Pontiac dans l'État du Michigan aux États-Unis) est un joueur professionnel américain de hockey sur glace devenu entraîneur. Il évoluait au poste d'ailier droit.

## Biographie

### Carrière de joueur
Repêché au 123e rang par les Jets de Winnipeg lors du repêchage d'entrée de 1985 dans la Ligue nationale de hockey, il part jouer au niveau universitaire avec les Spartans de l'Université d'État du Michigan. Après quatre ans à l'université, il rejoint les rangs professionnels et dispute la quasi-totalité de la saison 1989-1990 dans la Ligue américaine de hockey avec les Hawks de Moncton, équipe affiliée aux Jets, et joue deux matchs dans la LNH avec les Jets durant cette même saison. 
Durant sa carrière LNH où il a joué 318 matchs de saison régulière en plus d'un match éliminatoire, en plus des Jets, il a évolué avec le Lightning de Tampa Bay, les Devils du New Jersey, les Islanders de New York et les Blackhawks de Chicago. Il a connu sa meilleure saison offensive avec le Lightning en 1993-1994, avec une récolte de 20 buts et 43 points en 81 parties. Il a remporté la Coupe Stanley en 1995 avec les Devils après que son équipe ait battu les Red Wings de Détroit en finale des séries.
Il passe une moitié de saison en Allemagne avec le Krefeld Pinguine en 1996-1997, avant de changer d'équipe en cours de saison en rejoignant les Griffins de Grand Rapids, équipe avec laquelle il termine sa carrière de hockeyeur.
Il a représenté les États-Unis sur la scène internationale. Il a pris part à trois championnats du monde, sans pouvoir remporter de médailles.

### Carrière d'entraîneur
Il commence une carrière d'entraîneur en 1999-2000 avec les Griffins en étant entraîneur adjoint. Il devient entraîneur-chef pour la première fois en 2001 lorsqu'il dirige le Fury de Muskegon dans l'UHL et mène l'équipe au championnat de la ligue. 
Il dirige par la suite les Griffins (LAH) puis les Mechanics de Motor City avant de partir entraîner dans les rangs universitaires. Il a entraîné de 2007 à 2010 les Chargers d'Alabama-Huntsville avant de devenir entraîneur pour l'équipe nationale de développement américaine qui évolue dans l'USHL.

## Statistiques

### En club
| Saison     | Équipe                        | Ligue      |     | Saison régulière | Saison régulière | Saison régulière | Saison régulière | Saison régulière |   | Séries éliminatoires | Séries éliminatoires | Séries éliminatoires | Séries éliminatoires | Séries éliminatoires |
| Saison     | Équipe                        | Ligue      | PJ  | B                | A                | Pts              | Pun              | PJ               | B | A                    | Pts                  | Pun                  |                      |                      |
| 1984-1985  | Tigers d'Aurora               | OJHL       | 41  | 51               | 44               | 95               | 91               | -                | - | -                    | -                    | -                    |                      |                      |
| 1985-1986  | Université d'État du Michigan | CCHA       | 43  | 11               | 10               | 21               | 22               | -                | - | -                    | -                    | -                    |                      |                      |
| 1986-1987  | Université d'État du Michigan | CCHA       | 44  | 9                | 15               | 24               | 16               | -                | - | -                    | -                    | -                    |                      |                      |
| 1987-1988  | Université d'État du Michigan | CCHA       | 46  | 20               | 36               | 56               | 38               | -                | - | -                    | -                    | -                    |                      |                      |
| 1988-1989  | Université d'État du Michigan | CCHA       | 47  | 29               | 33               | 62               | 46               | -                | - | -                    | -                    | -                    |                      |                      |
| 1989-1990  | Hawks de Moncton              | LAH        | 80  | 31               | 42               | 73               | 18               | -                | - | -                    | -                    | -                    |                      |                      |
| 1989-1990  | Jets de Winnipeg              | LNH        | 2   | 1                | 1                | 2                | 0                | -                | - | -                    | -                    | -                    |                      |                      |
| 1990-1991  | Jets de Winnipeg              | LNH        | 66  | 13               | 11               | 24               | 24               | -                | - | -                    | -                    | -                    |                      |                      |
| 1990-1991  | Hawks de Moncton              | LAH        | 3   | 1                | 1                | 2                | 0                | -                | - | -                    | -                    | -                    |                      |                      |
| 1991-1992  | Jets de Winnipeg              | LNH        | 52  | 7                | 5                | 12               | 32               | -                | - | -                    | -                    | -                    |                      |                      |
| 1992-1993  | Lightning de Tampa Bay        | LNH        | 67  | 12               | 15               | 27               | 23               | -                | - | -                    | -                    | -                    |                      |                      |
| 1992-1993  | Knights d'Atlanta             | LIH        | 1   | 1                | 0                | 1                | 2                | -                | - | -                    | -                    | -                    |                      |                      |
| 1993-1994  | Lightning de Tampa Bay        | LNH        | 81  | 20               | 23               | 43               | 32               | -                | - | -                    | -                    | -                    |                      |                      |
| 1994-1995  | Lightning de Tampa Bay        | LNH        | 26  | 3                | 3                | 6                | 6                | -                | - | -                    | -                    | -                    |                      |                      |
| 1994-1995  | Devils du New Jersey          | LNH        | 12  | 1                | 2                | 3                | 8                | 1                | 0 | 0                    | 0                    | 0                    |                      |                      |
| 1995-1996  | Grizzlies de l'Utah           | IHL        | 34  | 28               | 15               | 43               | 22               | -                | - | -                    | -                    | -                    |                      |                      |
| 1995-1996  | Islanders de New York         | LNH        | 10  | 1                | 0                | 1                | 0                | -                | - | -                    | -                    | -                    |                      |                      |
| 1995-1996  | Ice d'Indianapolis            | LIH        | 32  | 9                | 12               | 21               | 20               | 5                | 1 | 5                    | 6                    | 8                    |                      |                      |
| 1995-1996  | Blackhawks de Chicago         | LNH        | 2   | 0                | 0                | 0                | 0                | -                | - | -                    | -                    | -                    |                      |                      |
| 1996-1997  | Krefeld Pinguine              | DEL        | 28  | 7                | 12               | 19               | 14               | -                | - | -                    | -                    | -                    |                      |                      |
| 1996-1997  | Griffins de Grand Rapids      | LIH        | 35  | 8                | 18               | 26               | 24               | 5                | 3 | 1                    | 4                    | 2                    |                      |                      |
| 1997-1998  | Griffins de Grand Rapids      | LIH        | 81  | 13               | 13               | 26               | 36               | 3                | 1 | 1                    | 2                    | 0                    |                      |                      |
| 1998-1999  | Griffins de Grand Rapids      | LIH        | 72  | 14               | 11               | 25               | 50               | -                | - | -                    | -                    | -                    |                      |                      |
| 1999-2000  | Griffins de Grand Rapids      | LIH        | 2   | 0                | 0                | 0                | 0                | -                | - | -                    | -                    | -                    |                      |                      |
| Totaux LNH | Totaux LNH                    | Totaux LNH | 318 | 58               | 60               | 118              | 125              | 1                | 0 | 0                    | 0                    | 0                    |                      |                      |

### En équipe nationale
| Année | Compétition          |    | PJ | B | A  | Pts | Pun      |  | Résultat |
| 1990  | Championnat du monde | 10 | 2  | 1 | 3  | 6   | 5e place |  |          |
| 1991  | Championnat du monde | 10 | 6  | 4 | 10 | 14  | 4e place |  |          |
| 1994  | Championnat du monde | 5  | 1  | 1 | 2  | 2   | 4e place |  |          |

## Trophées et honneurs personnels
- 1994-1995 : champion de la Coupe Stanley avec les Devils du New Jersey.

## Transactions en carrière
- 1985 : repêché par les Jets de Winnipeg au huitième tour, 123e rang au total.
- 19 juin 1992 : échangé par les Jets au Lightning de Tampa Bay contre des considérations futures.
- 14 mars 1995 : échangé par le Lightning aux Devils du New Jersey avec Shawn Cambers contre Aleksandr Semak et Ben Hankinson.
- 26 août 1995 : signe en tant qu'agent libre avec les Islanders de New York.
- 2 février 1996 : échangé par les Islanders aux Blackhawks de Chicago contre Bob Halkidis